# Thomas Platter der Jüngere

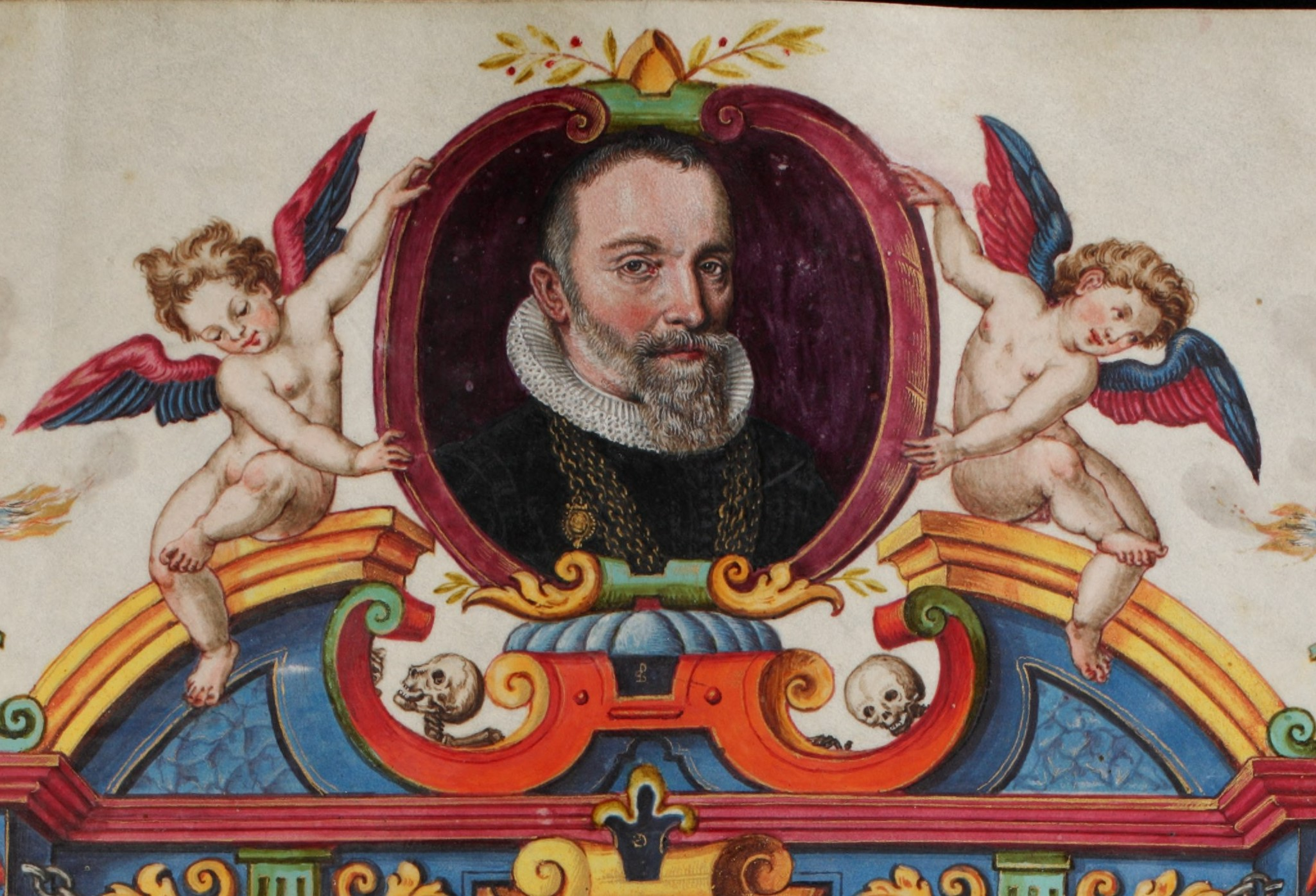
Thomas Platter der Jüngere, 1623. Miniatur in der Rektoratsmatrikel der Universität Basel (Ausschnitt).

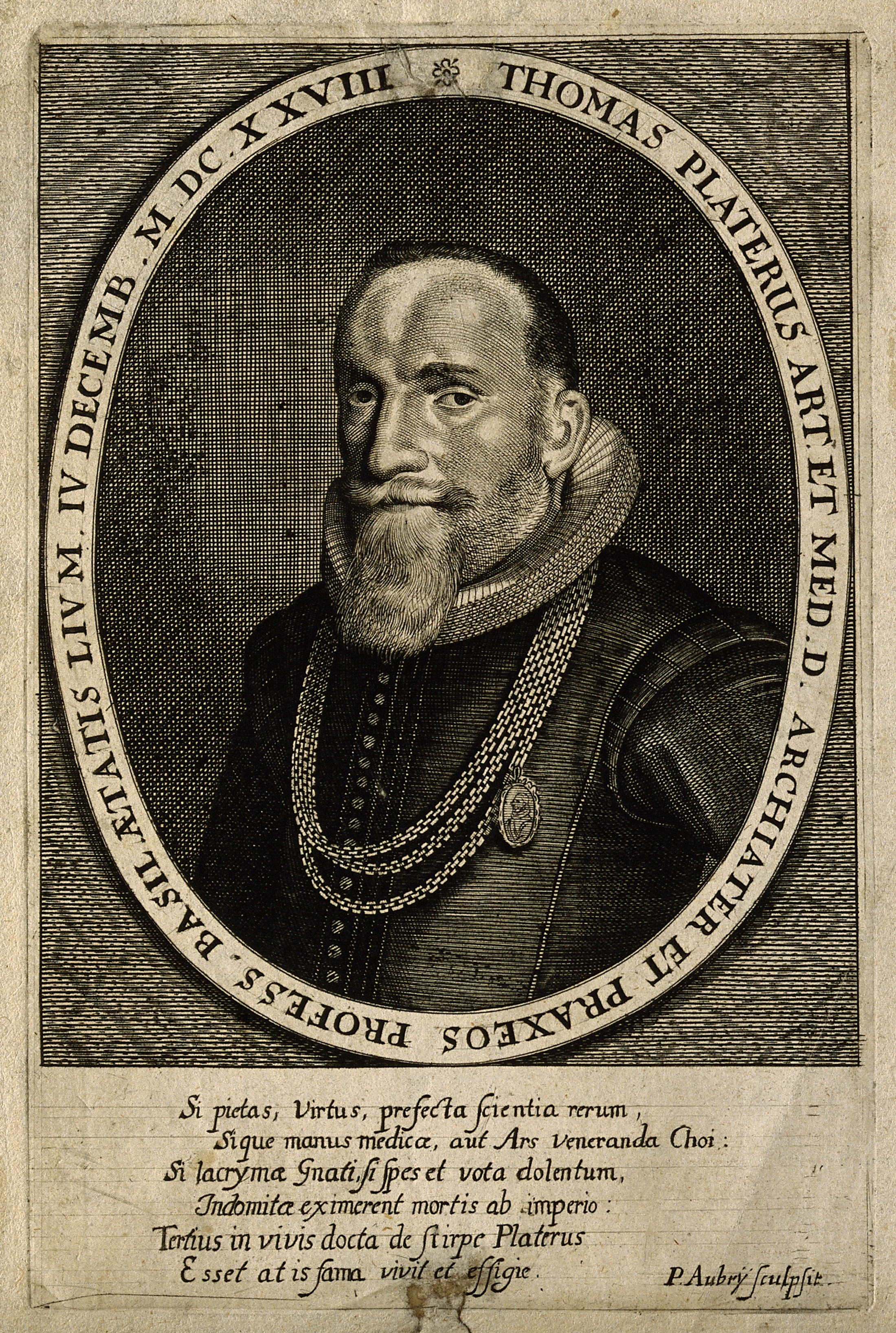
Thomas Platter der Jüngere

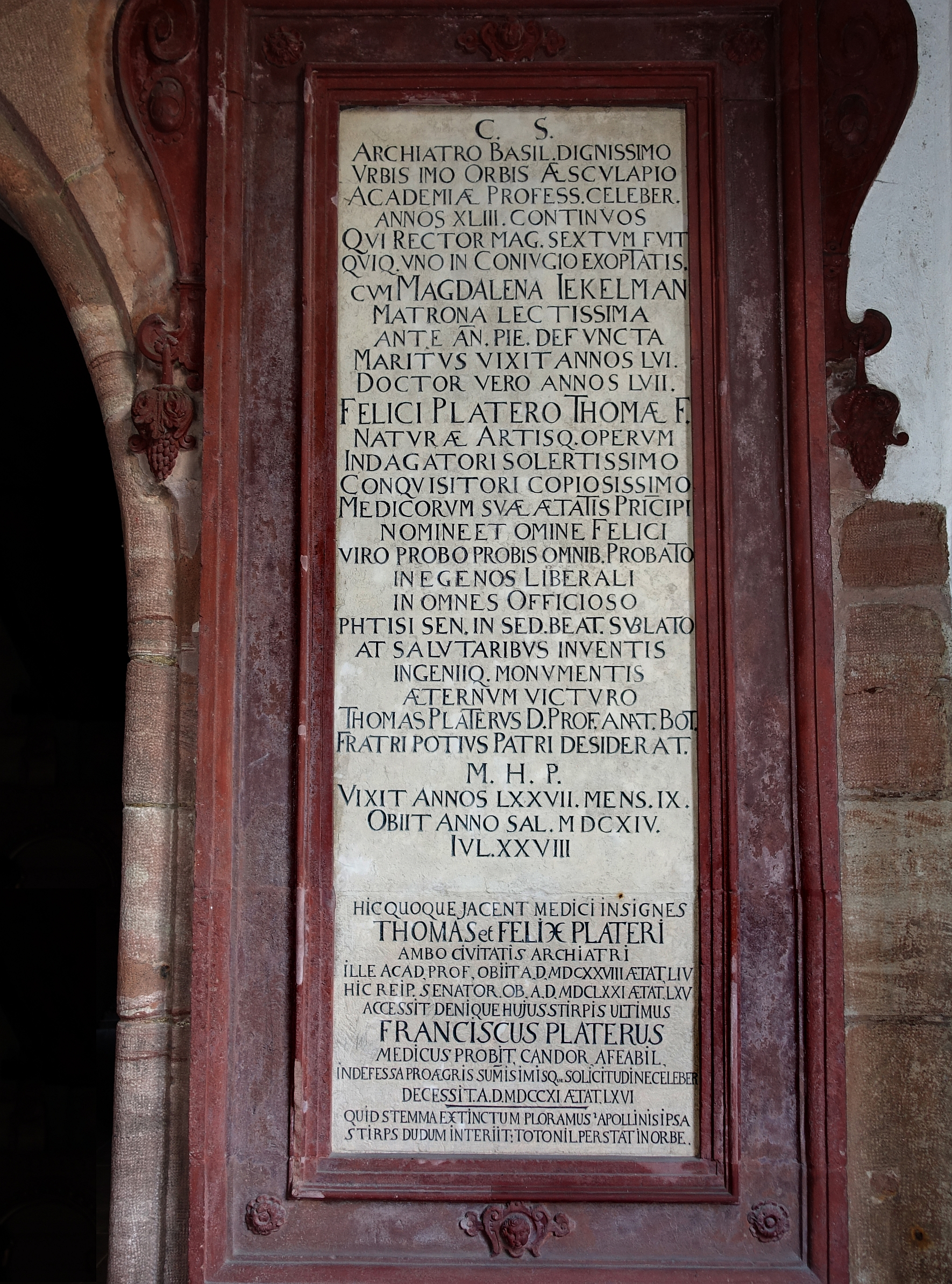
Grab im Kreuzgang des Basler Münsters

Thomas Platter der Jüngere (* 24. Juli 1574 in Basel; † 4. Dezember 1628 ebenda) war ein Schweizer Botaniker und Mediziner und ein autobiographischer Schriftsteller.
Der Sohn Thomas Platters des Älteren aus zweiter Ehe erhielt seine Ausbildung, ebenso wie sein Halbbruder Felix Platter, der aus der ersten Ehe seines Vaters hervorging, in Montpellier und wurde 1614 Professor für Anatomie und Botanik, 1624 für Medizin an der Universität Basel, deren Dekan und Rektor er mehrfach war. Zugleich wirkte er auch als Stadtarzt.
In seiner kulturhistorisch bedeutenden Beschreibung seiner Englandfahrt im Jahre 1599 lieferte er eine detailreiche Schilderung des Londoner Theaterlebens.
Thomas Platter war mit Chrischona Jeckelmann verheiratet. Sein Sohn Felix Platter (1605–1671) war Professor für Logik und Physik und verfasste verschiedene astronomische Schriften.